# Pedigree Petfoods

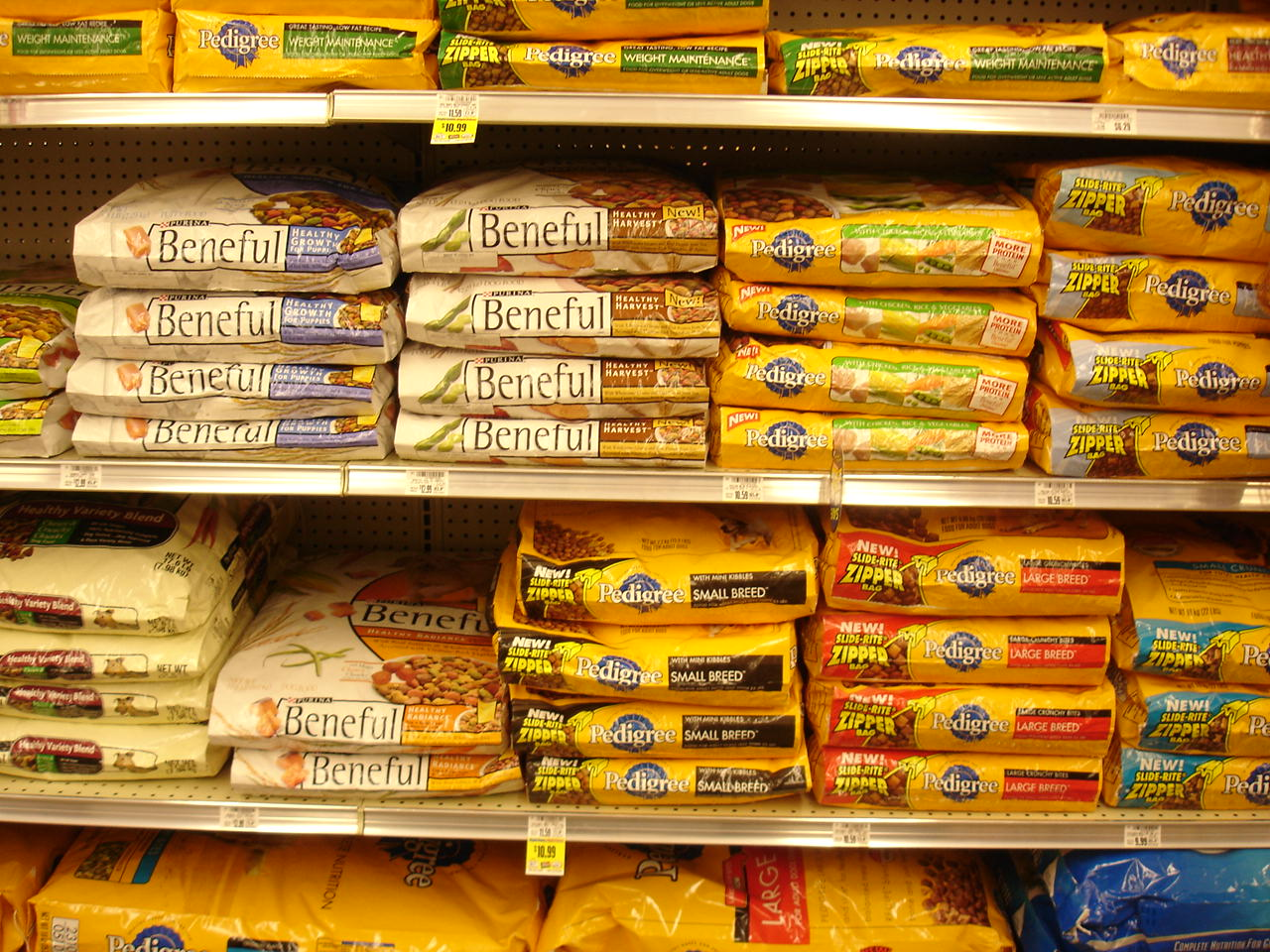
Pedigreeproducten in de etalage in de Verenigde Staten

Pedigree Petfoods is een dochteronderneming van de Amerikaanse groep Mars Incorporated, gespecialiseerd in diervoeding. Het heeft fabrieken in Engeland in Melton Mowbray en Birstall en Leeds. En een kantoor in McLean, Virginia.
Naast Pedigree-hondenvoer maakt het bedrijf ook Whiskas (kattenvoer), Pal (hondenvoer) and Kit-E-Kat (kattenvoer).

## Geschiedenis
Het is opgericht in 1934 door Mars Limited toen het bedrijf het vleesverwerkendbedrijf Chappel Brothers in Manchester overnam. Het merk verkocht hondenvoer onder de naam Chappie.
In 1956 veranderde de bedrijfsnaam naar Petfoods, omdat er meer dan alleen het Chappie-product werd gemaakt. In 1972 werd dit Pedigree Petfoods.
In 2008 werd de liefdadigheidsinstelling "Pedigree Foundation" gesticht, toegewijd aan het vinden van een vast huis bij asielhonden.

## Producten
Het merk Pedigree brengt verschillende hondenvoerproducten op de markt:
- Droogvoer: in de vorm van zakjes, in verschillende formaten en variërende van de grootte van de hond (small, medium, large).
- Natvoer: in dozen of zakken met saus; hondenpaté, etc.
- Kauwsticks: voor tandverzorging bij honden.
- Hondensnacks: in de vorm van koekjes, kauwbotten en repen.